# Chris Lemmon
Christopher Boyd Lemmon (Los Angeles, 1954. június 22. –) amerikai színész, Jack Lemmon és Cynthia Stone fia.
Pályafutása elején apja Airport ’77 (1977), Ilyen az élet (1986) és Drága papa (1989) című filmjeiben szerepelt. 1994-ben Hulk Hogan mellett alakított főszerepet a Villám Spencer, a karibi őrangyal című televíziós akciósorozatban.

## Magánélete
1988 óta Gina Raymond színésznő házastársa. A pár Connecticutban él, három gyermekük van.[forrás?]

## Filmográfia

### Film
| Év   | Magyar cím                           | Eredeti cím                         | Szerep                      | Magyar hang     |
| ---- | ------------------------------------ | ----------------------------------- | --------------------------- | --------------- |
| 1977 | Airport ’77                          | Airport '77                         | rádiós                      |                 |
| 1980 |                                      | Just Tell Me You Love Me            | Benny                       |                 |
| 1980 |                                      | The Happy Hooker Goes Hollywood     | Robby Rottman               |                 |
| 1980 | Hárman a slamasztikában              | Seems Like Old Times                | rendőr                      | Incze József    |
| 1981 |                                      | C.O.D.                              | Albert Zack                 |                 |
| 1981 | Hasadjon a hajnal                    | Just Before Dawn                    | Jonathan                    |                 |
| 1984 | Második műszak                       | Swing Shift                         | O'Connor hadnagy            |                 |
| 1984 | Ágyúgolyó futam 2.                   | Cannonball Run II                   | szervező az ellenőrzőponton |                 |
| 1985 |                                      | Yellow Pages                        | Henry Brilliant             |                 |
| 1986 | Ilyen az élet                        | That's Life!                        | Josh Fairchild              |                 |
| 1986 |                                      | Weekend Warriors                    | Vince Tucker                |                 |
| 1989 | Drága papa                           | Dad                                 | fiatal Jake                 |                 |
| 1990 |                                      | Corporate Affairs                   | Doug Franco                 |                 |
| 1991 |                                      | Lena's Holiday                      | Mike                        |                 |
| 1991 |                                      | Firehead                            | Hart                        |                 |
| 1993 |                                      | Thunder in Paradise                 | Martin 'Bru' Brubaker       |                 |
| 1994 |                                      | Thunder in Paradise II              | Martin 'Bru' Brubaker       |                 |
| 1995 |                                      | Thunder in Paradise III             | Martin 'Bru' Brubaker       |                 |
| 1997 | Halálosztó (Halálmester)             | Wishmaster                          | Nick Merritt                | Sörös Sándor    |
| 1998 | Riválisok 4. – Figyelmeztetés nélkül | Best of the Best 4: Without Warning | Jack Jarvis                 | Kárpáti Levente |
| 1998 | A szabadság katonái                  | Land of the Free                    | Thorton ügynök              | Rékasi Károly   |
| 1999 | A jegyüzér                           | Just the Ticket                     | Alex                        |                 |
| 2019 |                                      | Roe v. Wade                         | Phil McCombs                |                 |
| 2022 | Szöszi                               | Blonde                              | Jack Lemmon / Daphne        |                 |

### Televízió
| Év        | Magyar cím                        | Eredeti cím           | Szerep                     | Megjegyzések           |
| --------- | --------------------------------- | --------------------- | -------------------------- | ---------------------- |
| 1979      |                                   | Brothers and Sisters  | Milos 'Checko' Sabolcik    | 12 epizód              |
| 1979      |                                   | Mirror, Mirror        | Jonathan Shelton           | tévéfilm               |
| 1981      |                                   | CHiPs                 | Kenny                      | 1 epizód               |
| 1981      |                                   | Too Close for Comfort | David                      | 1 epizód               |
| 1984      |                                   | The Outlaws           | Eugene Griswold            | tévéfilm               |
| 1987–1989 |                                   | Duet                  | Richard Phillips           | 54 epizód              |
| 1989–1990 |                                   | Open House            | Richard Phillips           | 15 epizód              |
| 1990      |                                   | Knots Landing         | Jeff Cameron               | 13 epizód              |
| 1994      | Villám Spencer, a karibi őrangyal | Thunder in Paradise   | Martin 'Bru' Brubaker      | főszereplő (22 epizód) |
| 1998      | A Kaméleon                        | The Pretender         | Glenn Stephens rendőrtiszt | 1 epizód               |

## Fordítás
- Ez a szócikk részben vagy egészben  a   Chris Lemmon című angol Wikipédia-szócikk ezen változatának fordításán alapul.  Az eredeti cikk szerkesztőit annak laptörténete sorolja fel. Ez a jelzés csupán a megfogalmazás eredetét és a szerzői jogokat jelzi, nem szolgál a cikkben szereplő információk forrásmegjelöléseként.